# Sunday, Cruddy Sunday
«Sunday, Cruddy Sunday» (рус. Воскресенье, ужасное воскресенье) — двенадцатая серия десятого сезона мультсериала «Симпсоны». Впервые эпизод был показан 31 января 1999 года.

## Сюжет
Барт и Лиза вместе со своим классом посещают городской почтамт. Там детям разрешают взять недоставленные письма в качестве сувениров. Барт находит посылку со скидочными купонами и дарит их Гомеру. Отец пользуется одним из купонов, чтобы сделать бесплатную балансировку шин. Но в сервисе его обманывают: говорят, что шины отбалансировать нельзя и надо купить четыре новых колеса. В сервисе Гомер встречает человека по имени Уолли Коджен, агента по путешествиям. Они идут к Мо, чтобы выпить пива и посмотреть американский футбол. Уолли говорит, что его туристическое агентство отправляет автобусы на игру, и предлагает Гомеру поехать вместе с ним бесплатно. Вместе с Гомером едут и другие мужчины Спрингфилда. Но когда они приезжают на стадион, то узнают, что их билеты фальшивые и сделаны из крекеров. Барт замечает тележку с костюмами игроков и команда использует её, чтобы прорваться через охранников на стадион. Но охранники ловят болельщиков и запирают их в тюрьме стадиона.
Тем временем Мардж и Лиза, оставшиеся дома, пробуют как-то развлечься. Они находят в шкафу комплект «Волшебное Яйцо». У них почти получилось собрать игрушку, но в комплекте отсутствуют ноги Яйца (хотя в коробке есть надпись «Ноги прилагаются»). Несмотря на то, что комплект был выпущен в 1967 году, Мардж решает позвонить по телефону, указанному на коробке. К большому удивлению, её приветствует голос Винсента Прайса, хозяина компании, выпустившей игрушку…
В тюрьме отряд Гомера замечает Долли Партон, которая, как оказалось, уже была знакома с Уолли. Долли Партон освобождает отряд Гомера с помощью смывки для косметики. После освобождения болельщики находят комнату с видом на поле и с большим количеством еды. Но вскоре появляется Руперт Мёрдок, чьё место и занял отряд Гомера. Он приказывает охранникам захватить незваных посетителей, но Гомеру и его команде удаётся сбежать и даже попасть в раздевалку с игроками их любимой команды, после чего довольный отряд уезжает домой.